# Kloster Vauluisant
Das Kloster Vauluisant (Vallis lucens), nicht zu verwechseln mit Kloster Le Bouschet-Vauluisant, ist eine ehemalige Zisterzienserabtei in der Gemeinde Courgenay im Département Yonne, Region Burgund, in Frankreich. Es liegt rund 25 Kilometer nordöstlich von Sens im Tal des Bachs Alain, eines Zuflusses der Vanne, im Grenzgebiet der Landschaft Pays d’Othe.

## Geschichte
Das Kloster wurde im Jahr 1127 von einem Gründungskonvent aus dem Kloster Preuilly besiedelt und gehörte damit der Filiation von Kloster Cîteaux an. Es gründete 1149 das Tochterkloster Varennes. Grangien wurden in Beauvais, Toucheboeuf, Livannes, Cerilly, Loges, Bernières, Beaulieu, Beauregard und Armentières gegründet. Die Abtei, die Eisen verarbeitete und Steinbrüche betrieb, unterhielt Stadthäuser in Troyes (das Hôtel de Vauluisant, heute Historisches Museum) und in Provins. 1636 kamen die Zisterzienser der strengen Observanz (Trappisten) in das Kloster. Das in seiner Geschichte mehrfach geplünderte und verwüstete Kloster wurde in der Französischen Revolution aufgelöst und nach 1792 abgebrochen und 1835 von dem Bankier Léopold Javal in ein Mustergut verwandelt. Auch die Gärten wurden ausgebaut. Seit 1982 wird das Festival de Vauluisant veranstaltet. Die Anlage ist als Monument historique klassifiziert.

## Bauten und Anlage

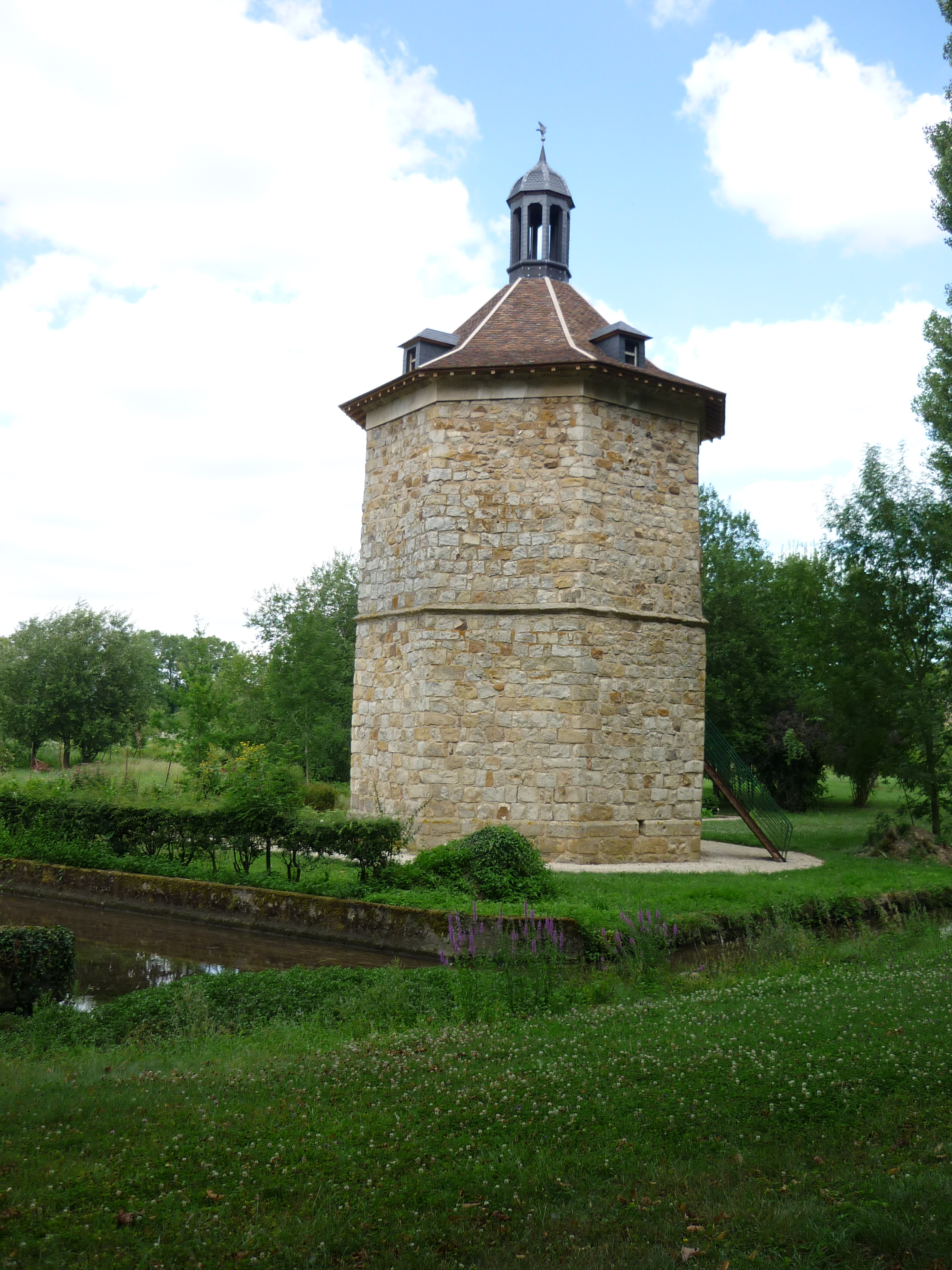
Das Taubenhaus

Von der 1144 geweihten und im 13. und 14. Jahrhundert umgebauten, dreischiffigen Kirche mit sechs Langhausjochen, einem Querschiff mit jeweils drei rechteckigen Seitenkapellen auf beiden Seiten und einem Chor mit 7/12-Schluss, die wohl vor 1840 abgebrochen wurde, ist nichts erhalten, ebenso von den Konventsgebäuden. Erhalten sind aber das Eingangstor aus dem 16. Jahrhundert mit zwei seitlichen Rundtürmen mit kegelförmigen Dächern, das Gästehaus und die Fremdenkapelle, das Haus von König Franz I., eine im 16. Jahrhundert restaurierte Zehntscheuer, das achteckige Taubenhaus und die Mühle. Das „Château“ ist der Umbau des Konversenflügels; es enthält eine Monumentaltreppe aus dem 18. Jahrhundert. In der Kirche von Courgenay befinden sich drei Altäre aus dem Kloster, in der von Villeneuve-l’Archevêque eine Grablegung des Meisters von Chaource aus dem Jahr 1528.
Die Abtei im Jahr 1692 ist auf einer Ansicht aus dem Jahr 1692 (Bibliothèque nationale de France, coll. Gaignières) dargestellt.